# Бад-Бергцаберн
Бад-Бергцаберн (нем. Bad Bergzabern) — город в Германии, курорт, расположен в земле Рейнланд-Пфальц.
Входит в состав района Южный Вайнштрассе. Подчиняется управлению Бад Бергцаберн. Население составляет 7655 человек (на 31 декабря 2010 года). Занимает площадь 10,71 км². Официальный код — 07 3 37 005. Расположен в холмистой местности.
В городе есть лечебницы с термальными источниками и лечебный парк (Kurpark), открытый бассейный комплекс с 4 бассейнами различной глубины, множество гостиниц различной звёздности, крупных и мелких магазинов, кафе и ресторанов.

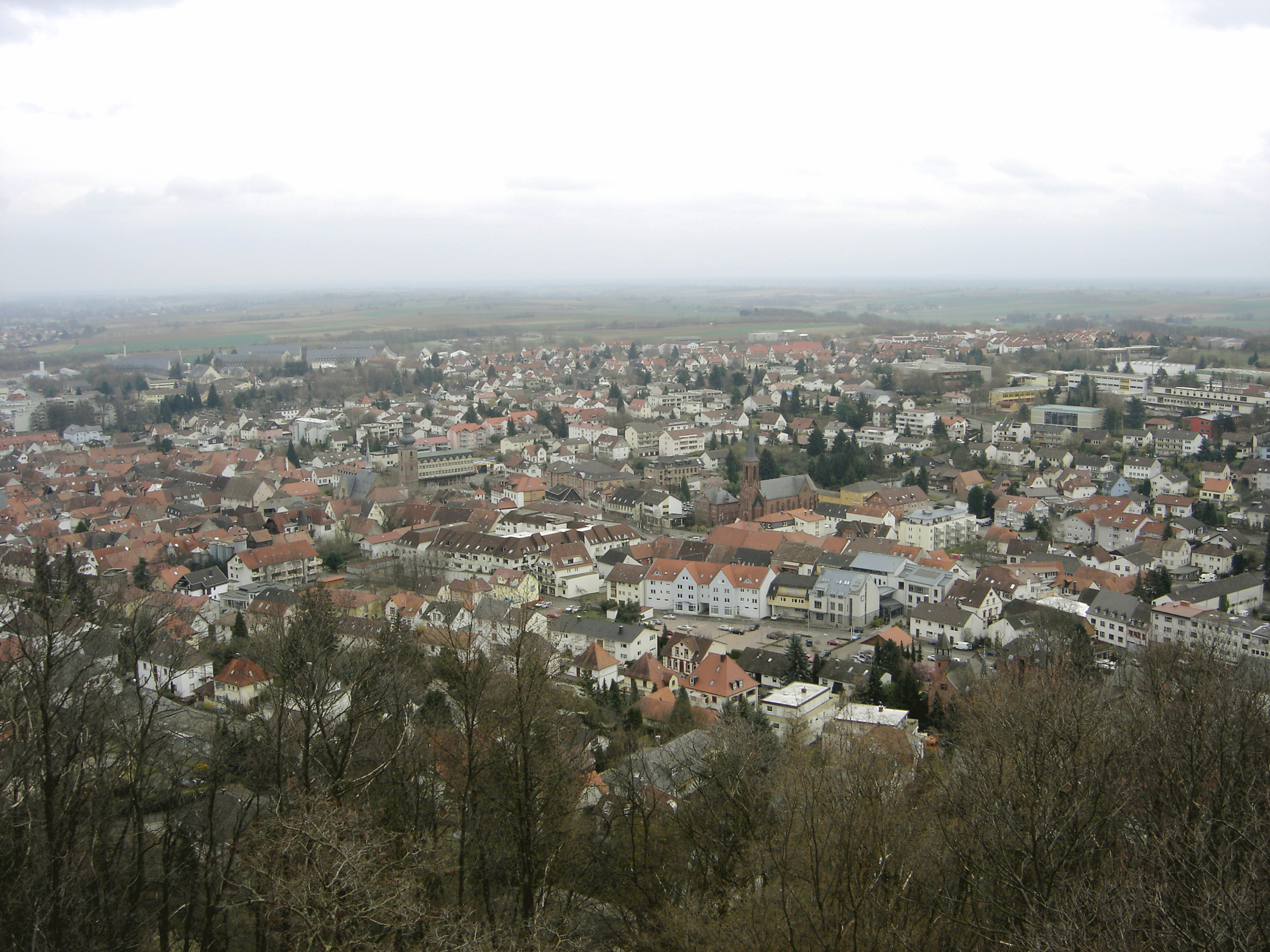
Общий вид города с вышки на холме
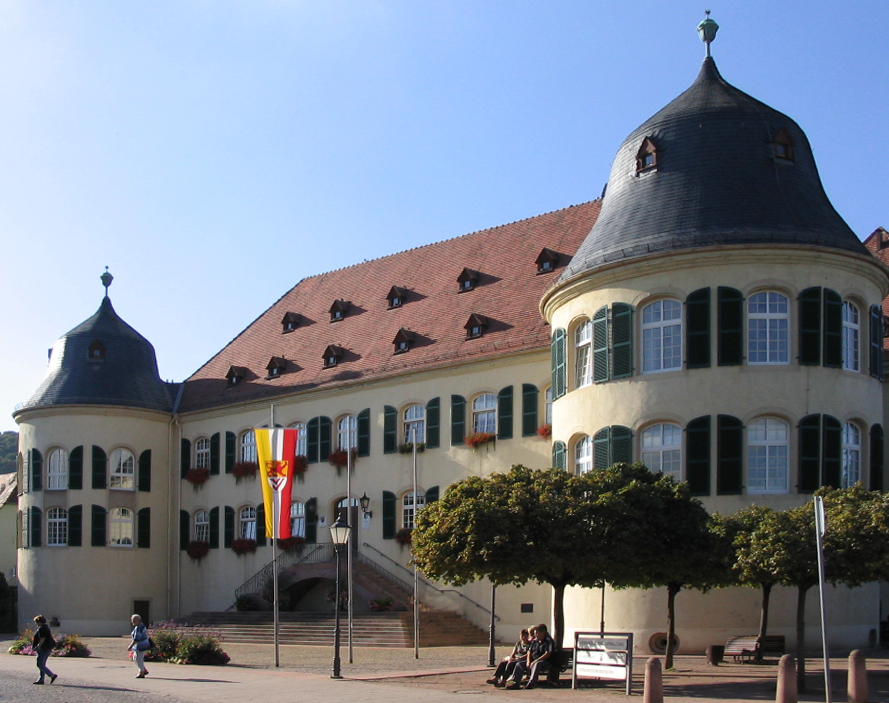
Мэрия Бад Бергцаберна
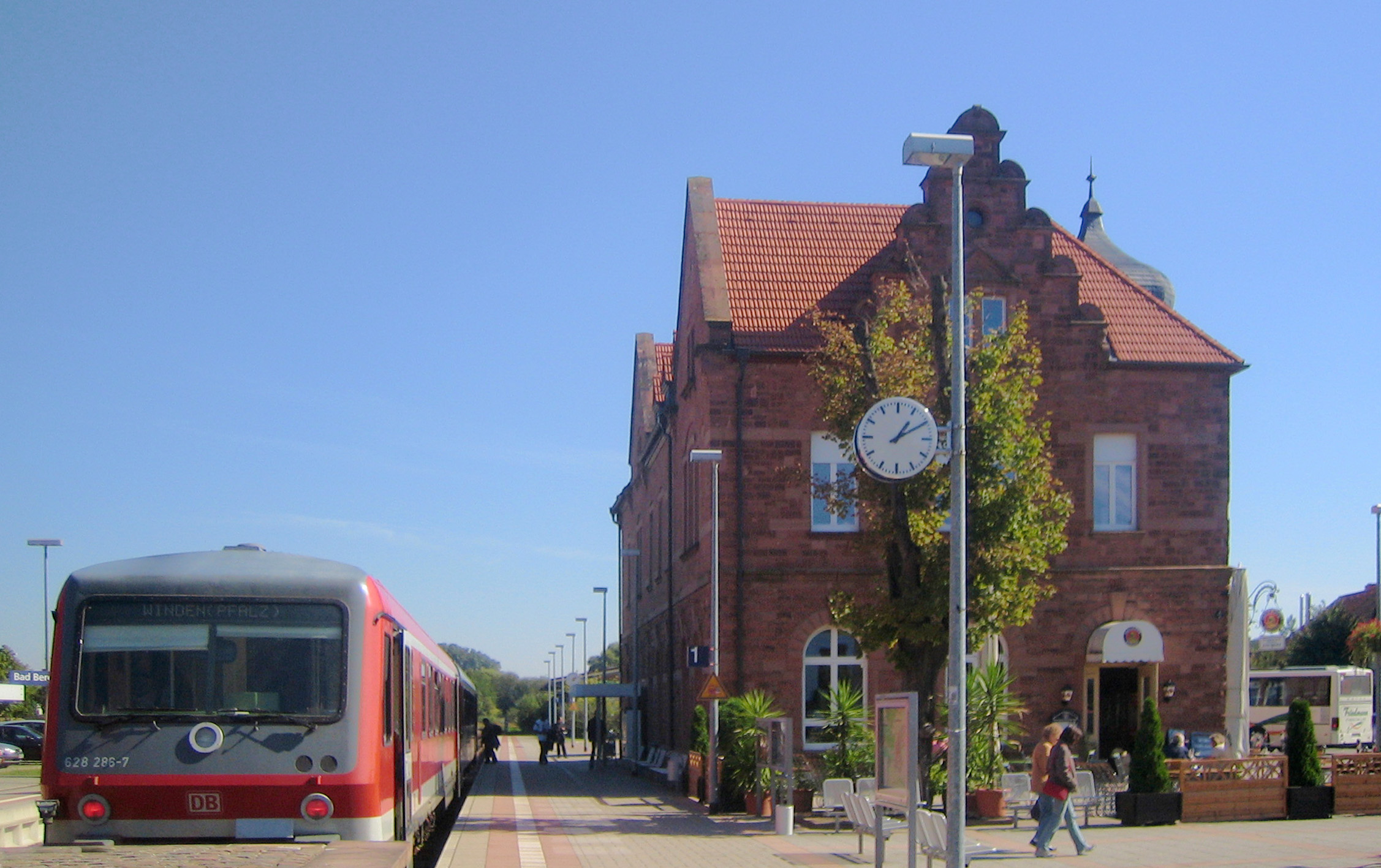
Вокзал
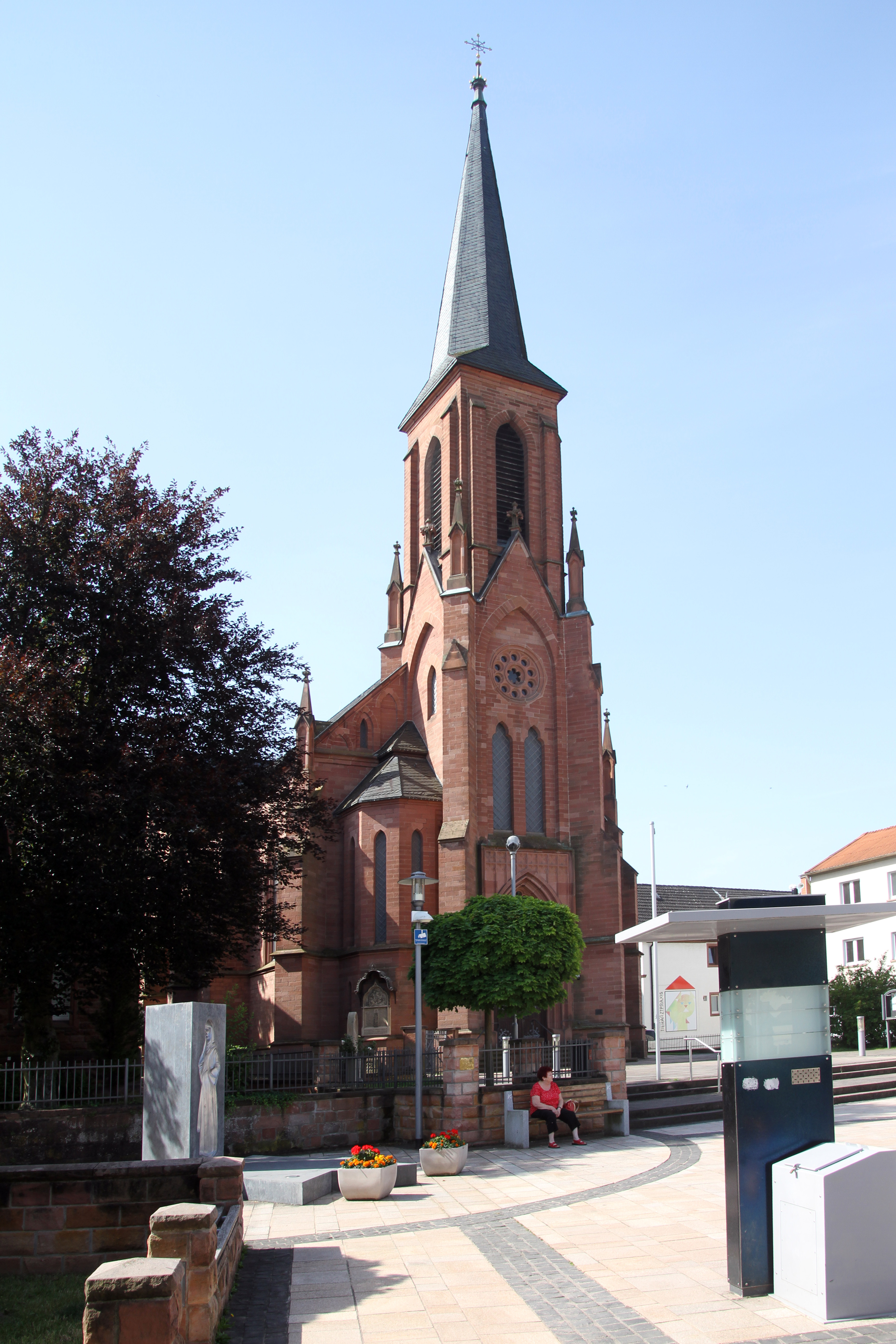
Церковь Святого Мартина
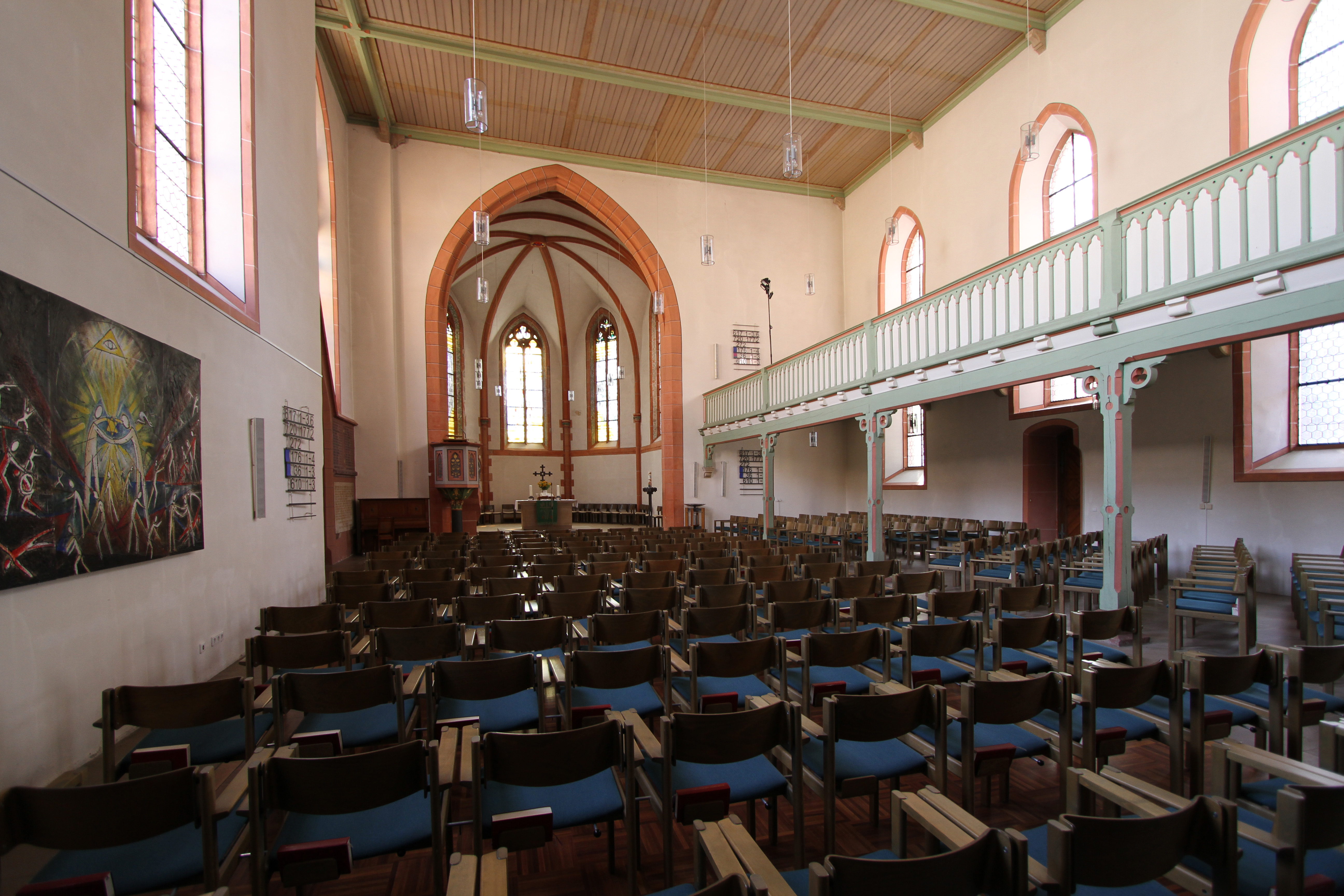
Церковь на рынке
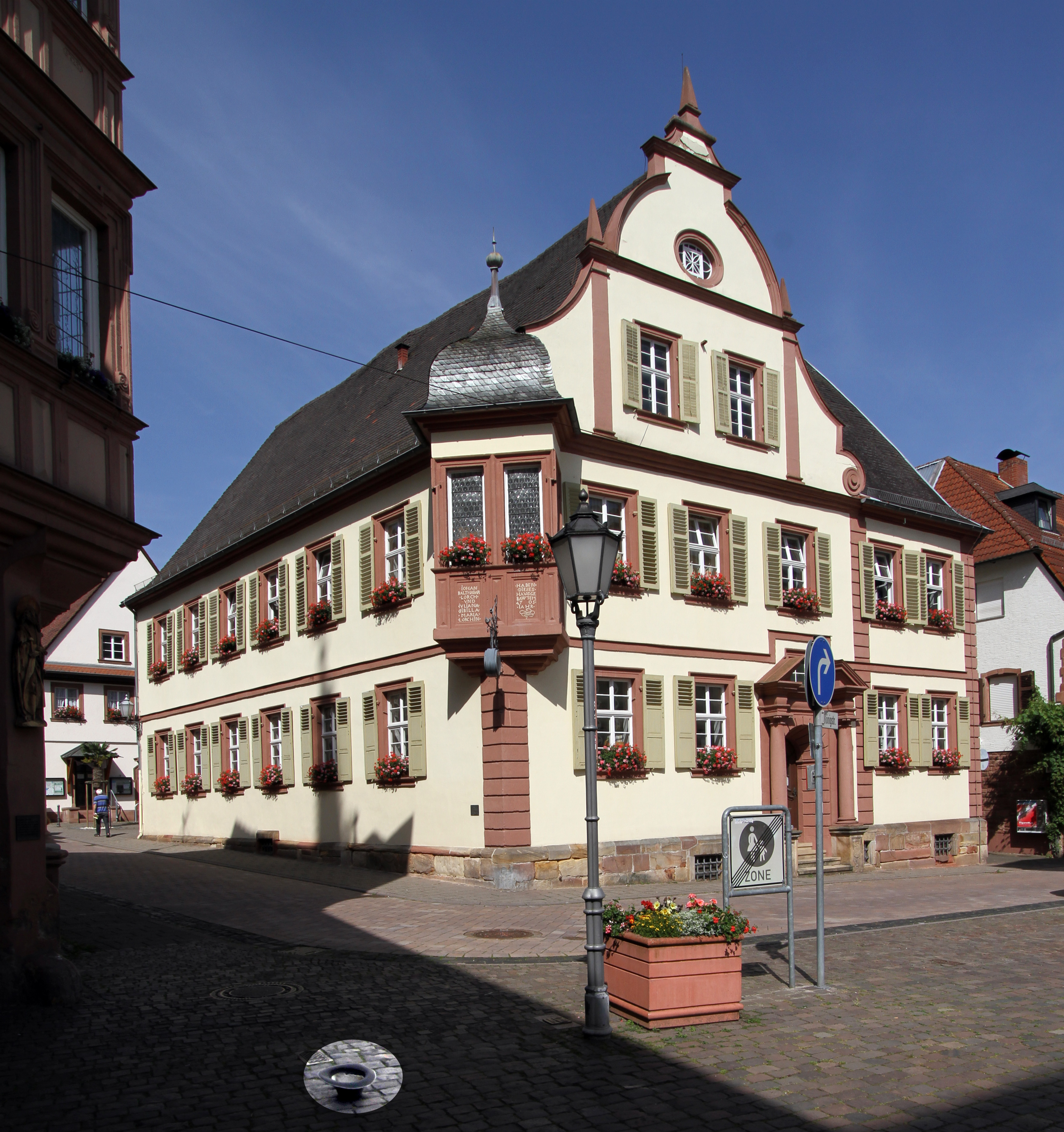
Старая ратуша